# Ribe
Ribe so ektotermni vretenčarji, ki so prilagojeni na življenje v vodnem okolju. So najštevilnejša skupina vretenčarjev. Različnih vrst rib je skoraj toliko kot vseh drugih vretenčarjev (dvoživk, plazilcev, ptičev, sesalcev) skupaj. Imajo parne plavuti ter gladko kožo z luskami. Njihovo telo je vretenasto, kar jim omogoča odlično premagovanje vodnega upora. Parne plavuti so prsne in trebušne, neparne pa repna, podrepna in hrbtna (za Salmide je značilna še četrta naparna plavut, to je tolščenka). Znanih je približno 20.000 vrst rib, čeprav nekateri znanstveniki menijo, da jih je še enkrat toliko. Sladkovodnih vrst je okrog 5000, 400 od teh pa jih živi v Evropi. Najmanjša vrsta rib je Paedocypris progenetica, katere predstavniki dosežejo v dolžino povprečno okoli 9 mm, največji morski pes pa zraste do 21 m in tehta do 25 ton.

## Razširjenost
Ribe naseljujejo vse vodne prostore, od morskih globin oceanov in podzemnih jam, kamor nikoli ne posije Sonce do toplih vrelcev, v katerih temperatura vode dosega do 45 stopinj. Tudi navpična geografska razširjenost rib je izjemna. Živijo namreč do 10.900 metrov globoko in v visokogorskih jezerih do nadmorskih višin 4572 m (jezero Titikaka).

## Telesna zgradba
Glede na sestavo ogrodja rib ločimo dve glavni skupini: hrustančnice in kostnice. Poleg tega imajo kostnice škržni poklopec, zato posamezne škržne reže pri njih za razliko od hrustančnic niso vidne. Številne kostnice imajo tudi ribji mehur, ki ga uporabljajo za nadzorovanje plovnosti, torej je hidrostatski organ.
Izločala so enostavne ledvice, krvni obtok je enojen. Srce je zgrajeno iz enega preddvora in prekata.
Ribe imajo dokaj dobro razvita čutila. Uho je le notranje, oko pa je prilagojeno na gledanje od blizu. Je akomodacijsko, mišice primikajo in odmikajo lečo od mrežnice. Ribe imajo posebno čutilo pobočnico, vidno kot črto na boku ribe, s katero zaznavajo premikanje vode.

#### Škrge
Večina rib izmenjava pline v škrgah na obeh straneh žrela. Škrge sestavljajo nitkaste strukture, t. i. imenovani filamenti. Vsak filament je zgrajen iz mreže kapilar, z veliko površino, na kateri se lahko kisik in ogljikov dioksid izmenjujeta. Ribe vsesavajo s kisikom bogato vodo skozi usta in jo črpajo skozi škrge. Pri nekaterih vrstah teče kapilarna kri v nasprotni smeri kot pa voda. Škrge vodo izrivajo skozi odprtine ob žrelu. Nekatere ribe, kot recimo morski pes ali pa piškur, imajo na škrgah več odprtin. kostnice imajo samo po eno odprtino na vsaki strani. Odprtina je skrita pod zaščitnim koščenim pokrovom, ki se imenuje operkulum.

## Razmnoževanje
Razmnoževanju rib pravimo drst, gre za zunanjo oploditev. So ločenih spolov. Samice v vodo sprostijo jajca - ikre, ki jih samec kasneje osemeni. Iz oplojenih iker se razvijejo mladice. Ikre nekaterih rib, denimo jesetra, so cenjena delikatesa, imenovana kaviar. Nekatere ribe so živorodne (morski psi), te imajo notranjo oploditev.

## Klasifikacija
Ribe niso naravna skupina (klad), saj so se iz njih razvili vsi ostali četveronožci, in rang razreda (Classis Pisces), ki jim ga pripisujejo starejša taksonomska dela, v sodobni razvrstitvi ni veljaven. Danes živeče ribe delimo v dve glavni skupini, hrustančnice in kostnice, ki jih združujemo v skupino rib čeljustnic, poleg njih pa med ribe uvrščamo tudi piškurje, primitivne predstavnike vretenčarjev, ki sodijo med brezčeljustnice. Hrustančnice in kostnice najhitreje ločimo po repni plavuti - hrustančnice imajo nesimetrično, kostnice pa simetrično.
Pomembni pripadniki hrustančnic so morski psi in skati. Iz njihovih plakoidnih lusk, ki jih sestavlja dentin, so se kasneje razvili zobje sesalcev.
Ribe so razporejene v sledečih glavnih skupinah:
- Podrazred Pteraspidomorphi (piškurji)
- Razred Thelodonti (teleodonti)
- Razred Anaspida (anaspidi)
- (nerangirano) Cephalaspidomorphi (piškurji)
  - (nerangirano) Hyperoartia (piškurji)
    - Petromyzontidae (piškurji)

  - Razred Galeaspida (galeaspidi)
  - Razred Pituriaspida
  - Razred Osteostraci (osteostraki)
- Infradeblo Gnathostomata (vretenčarji s čeljustjo)
  - Razred Placodermi (placodermi, izumrli)
  - Razred Chondrichthyes (hrustančnice: morski psi, skati)
  - Razred Acanthodii (akantodi, izumrli)
  - Nadrazred Osteichthyes (kostnice)
    - Razred Actinopterygii (žarkoplavutarice)
    - Razred Sarcopterygii (resoplavutarice in pljučarice)
      - Podrazred Coelacanthimorpha (latimerije)
      - Podrazred Dipnoi (pljučarice)

## Pomen za človeka
Ribe so pomemben del prehrane ljudi po vsem svetu, v tradicionalno pomorskih državah (npr. Japonski) predstavlja ribje meso poglavitni vir beljakovin živalskega izvora. Človek se z ribištvom ukvarja že od pradavnine, danes pa poleg lova pridobivamo ribe tudi z načrtnim gojenjem. Letni ulov rib (izključujoč pridelek v ribogojnicah) ocenjujejo na 77,8 milijonov ton (podatek za leto 2006). Pretiran izlov užitnih vrst rib v zadnjem času predstavlja resno grožnjo svetovni produkciji in populaciji teh vrst na splošno, saj utegne ob nadaljevanju trenda povzročiti zlom ključnih populacij, poleg tega pa ribištvo in ribogojništvo negativno vplivata na okolje tudi z onesnaževanjem, uničevanjem habitatov (npr. morskega dna) in vnašanjem tujerodnih vrst.
Rdeča lista IUCN (International Union for Conservation of Nature - Mednarodno združenje za ohranitev narave) iz leta 2006 navaja 1,173 ribjih vrst, katerih obstoj je ogrožen. Med njimi je najti polenovko, Cyprinodon diabolis, koelakante, in velikega belega morskega psa. Ker ribe živijo pod vodo, jih je teže raziskovati kot pa kopenske živali in rastline, tako da so podatki o ribjih populacijah pogosto pomanjkljivi. Vendar pa se zdi,da so sladkovodne ribe še posebej ogrožene, saj pogosto živijo v relativno majhnih vodnih telesih (zgoraj omenjeni Cyprinodon diabolis na primer živi samo še v kotlu velikosti 5 x 3,5 x 3 m.
V nekaterih primerih se lahko pri človeku razvije alergija na ribje meso, zato ga ti ljudje ne morejo uživati, prav tako se ribjega mesa izogibajo ljudje s posebnimi prehranskimi navadami (npr. vegetarijanci). Krščanska cerkev rib ne šteje za meso, zaradi česar se ob petkih in zapovedanih postih, ko se mesa ne sme jesti, lahko jedo ribe. Druge religije štejejo ribe za meso, prav tako pa so biološko gledano ribe meso.